# Петър Гьошев
Петър Гьошев е български автомобилен състезател, състезаващ се за тима на Престиж Рали Тим, със състезателен автомобил Пежо 207 S2000.

## Биография
Петър Гьошев е роден на 31 август 1980 година в град София. Започва своята състезателна кариера в състезания с картинг.

## Кариера
Петър Гьошев започва спортната си кариера още през 1993 г. в Националния картинг шампионат. Едва на 13 години той завършва на второ място за годината. През 1994 и 1995 г. печели шампионските титли в по-горния клас.
За първи път Петър Гьошев участва в Националния пистов шампионат по автомобилизъм през 1998 г., като заема тринадесето място в генерално класиране и пето място в клас до 1400 куб.см.
Става шампион в пистовия и планински шампионат на България през сезон 1999 и 2000 в клас до 1400 куб.см.
През 2002, 2003 и 2004 година участва и печели челни места в отделни кръгове от пистовия и планинския шампионат на страната. През 2005 г. участва в рали „София“, като негов навигатор е Димитър Ю. Спасов. Двамата печелят първото място в клас А/7 до 2000 куб. см. и девето място в генералното класиране.
В Националния рали шампионат на България за 2006 г. Участва в клас N/3 с Рено Клио Спорт и завършва на трето място в класа си.
През 2007 започва да се състезава в най-големия клас N/4 с Мицубиши Лансър Ево 8 и заема челни класирания в отделни кръгове от шампионата.
През следващата година участва със същия автомобил, като от четири старта печели две втори места в генералното класиране и в класа си.
През 2009 участва във всички кръгове на националния рали шампионат с Мицубиши Лансър Ево 9 и завършва на трето място в генералното класиране и в класа си.
През 2010 г., след второто място на рали „Вида“, екипажът Гьошев/Спасов печели „Рали България“. Те обаче остават на трето място в крайното класиране на Националния рали шампионат.
Шампион на страната във Високопланинския рали шампионат за 2010 г.

## Личен живот
През 2011 г. той се жени за Катя, с която имат 2 деца.